# Welko Walkanow
Welko Walkanow (bulgarisch Велко Вълканов; * 16. November 1927  in Elchowo; † 26. November 2016 in Sofia) war ein bulgarischer Jurist und Professor für Völkerrecht. Er war 1992 Präsidentschaftskandidat der linkssozialistischen Balgarskata Lewiza.

## Leben
Aufgrund seiner Erfahrungen bei der Beteiligung am Widerstand gegen die Besatzung seines Landes durch die Wehrmacht im Zweiten Weltkrieg gehörte er zu den führenden Personen der Antifaschistischen Union Bulgariens.
Im Jahre 1992 stellte ihn die Bulgarische Sozialistische Partei (BSP) als Parteilosen zum Kandidaten für die Präsidentschaftswahl auf, bei der er mit 47 % der Stimmen gegen Schelju Schelew unterlag.
Als am 4. April 2009 von ehemaligen Mitgliedern der BSP die Partei Balgarskata Lewiza gegründet wurde, wohnte er der Gründungsversammlung bei.
Walkanow galt als Kritiker des kapitalistischen Wirtschaftssystems, wie er in einem Gespräch mit dem Journalisten Tassilo Hardung erklärte:

„Nun ist niemand mehr da, um den Kapitalismus zu korrigieren. Niemand zwingt ihn zu Kompromissen. Was gut ist am Kapitalismus, das verdankt der doch nur seiner Konfrontation mit dem Marxismus.“

## Veröffentlichungen
- Правно полижение на народният представител. (Pravnoto položenie na narodnija predstavitel; dt.: Rechtsstellung des Abgeordneten); Verlag der Bulgarischen Akademie der Wissenschaften; Bulgarische Akademie der Wissenschaften; Institut für Rechtswissenschaften (Izdatelstvo na Bălgarskata Akademija na Naukite; Bălgarska Akademija na Naukite, Institut za pravni nauki)

## Auszeichnungen
- 2001: „Menschenrechtspreis“ des Vereins Gesellschaft zum Schutz von Bürgerrecht und Menschenwürde.
- 2013: Die Internationale Föderation der Widerstandskämpfer (FIR) ernannte ihn zu ihrem Ehrenpräsidenten[4]